# 큰콜롬비아나무타기쥐
큰콜롬비아나무타기쥐(Rhipidomys similis)는 비단털쥐과에 속하는 수상성 설치류이다. 콜롬비아의 토착종이다.

## 특징
중간 크기의 설치류로 꼬리 길이 184~192mm를 제외한 몸길이가 109~128mm이고, 발 길이는 29~31mm이다. 등 쪽 털은 불그스레한 갈색부터 노란색까지 다양하고 옆구리 쪽보다는 척추를 따라 거무스레한 줄무늬가 짙게 나 있지만 배 쪽은 크림색 또는 밝은 오렌지색이고 피부 쪽 털은 짙은 회색이다. 귀는 갈색이다. 발은 상대적으로 길고 넓다. 꼬리 길이가 몸길이보다 길고 거무스레한 털이 덮여 있다.

## 생태
나무 위에서 생활하는 수상성 동물이다. 먹이는 식물 씨앗이다.

## 분포 및 서식지
콜롬비아 남부와 서부의 안데스 산맥에 제한적으로 분포한다. 해발 1,600~2,350m의 숲에서 서식한다.